# Antabamba
A cidade peruana de Antabamba é a capital da Província de Antabamba, situada no Departamento de Apurímac, pertencente a Região de Apurímac, Peru.